# 2003年のテレビ (日本)
2003年のテレビでは、2003年のテレビ分野（主に日本）の動向についてまとめる。

## テレビ番組関係の出来事

### 1月
- 1月10日
  - 日本テレビ系『ぐるナイ新春2時間SP』にてゴチ3で岡村隆史（ナインティナイン）が、在籍4年でクビとなった[1]。
  - テレビ東京系アニメ『超ロボット生命体トランスフォーマー マイクロン伝説』が放送開始。ユニクロン三部作の1作目。
- 1月31日 - 日本テレビ系『ズームイン!!朝!』→『ズームイン!!SUPER』の3代目司会者を1998年9月から4年5ヶ月務めた福澤朗（当時日本テレビアナウンサー、後にフリーアナウンサーに転身）が、この日の放送を最後に勇退。

### 2月
- 2月1日 - NHK総合テレビでテレビ放送開始50周年記念番組を放送。
- 2月3日 -  日本テレビ系『ズームイン!!SUPER』4代目司会者に羽鳥慎一（当時日本テレビアナウンサー、後にフリーアナウンサーに転身）がこの日から登板（『ズームイン!!サタデー』から移籍）。2011年3月31日の最終回まで務めた。

### 3月
- 3月20日 - 日本時間のこの日午前、イラクにおいてイラク戦争が勃発したのに伴い、NHKと民放各局は終日報道特別番組を編成。

### 4月
- 4月7日
  - NHK教育テレビの長寿子供番組『おかあさんといっしょ』のうたのおにいさんが杉田あきひろから今井ゆうぞうに、うたのおねえさんがつのだりょうこからはいだしょうこへ4年ぶりに交代。
  - NHK教育テレビの子供番組『天才てれびくんワイド』が『天才てれびくんMAX』としてリニューアル。『MAX』での最初の司会者はTIM[注 1]。てれび戦士の新メンバーの内、前田公輝が加入[注 2]。
- 4月10日 - 読売テレビ『どっちの料理ショー』に新レギュラー・関口厨房アシスタントに炭谷宗佑（当時日本テレビアナウンサー）と三宅厨房アシスタント・清水健（当時読売テレビアナウンサー）が就任。
- 4月15日 - TBS系
  - 火曜18:55にアニメ『探偵学園Q』を開始、1994年3月限りでローカルセールス枠降格（関東地区では土曜7:00移動）となった『まんが日本昔ばなし』（第2期。毎日放送制作）以来9年振りのTBS19時枠のアニメとなるが、半年でローカルセールス枠に降格（同じく土曜17:30移動）、再び廃枠となる。
  - 火曜19:24にかつて放送されていた『ぴったし カン・カン』（1975年 - 1986年）が『ぴったんこカン・カン』とリニューアルして復活。MCは安住紳一郎と久本雅美が担当（ - 2021年9月24日）。

### 5月
- 5月26日 - NHKが全7波で三陸南地震の臨時ニュースを実施。

### 6月
- 6月27日 - この日放送されたテレビ朝日系『ミュージックステーション』で、ロシアの女性デュオ・t.A.T.u.がオープニングには登場したものの、その後歌唱せず番組をドタキャンする騒動が発生[2][3]。彼女らは後に「自分たちのステージにしたかった」[注 3]などと釈明したが、当然この釈明が許される訳はなくテレ朝を出入り禁止処分にされた[3]。
- 6月28日 - フジテレビが当日18:00から29日21:00まで「FNS27時間テレビ」を初めて7月以外で放送。7月以外の放送はこの回だけでなく、2013年・2017年以降も行われている。

### 9月
- 9月28日 - テレビ朝日ではこの日より、日曜7:30の特撮番組『スーパー戦隊シリーズ』（当時は『爆竜戦隊アバレンジャー』）と、同8:00の特撮番組『平成仮面ライダーシリーズ』（同『仮面ライダー555』）の2本を統一し、特撮コンプレックス枠『スーパーヒーロータイム』[5]と命名する。なお2008年3月4日からは、日曜7:00枠のメ〜テレ制作アニメ、同8:30枠の朝日放送制作アニメ『プリキュアシリーズ』も統合させ、『ニチアサキッズタイム』と命名した。

### 10月
- 10月4日 - フジテレビはゴールデンシアターの後番組としてプレミアムステージを開始。

### 11月
- 11月29日 - 日本時間のこの日、イラク日本人外交官射殺事件が発生したことによりNHK・民放各局は終日、その事件関連報道一色となった。

### 12月
- 12月14日 - 日本時間のこの日夜、サッダーム・フセイン（イラク元大統領）をアメリカ合衆国などの多国籍軍が身柄を拘束（逮捕）したとのニュース速報をNHK・民放各局がテロップで流した後、定時ニュースの時間拡大や終日番組変更などで対応に追われた。
- 12月23日 - フジテレビの特番で、ザ・ドリフターズ結成40周年を記念した『40周年だよ!ドリフ大爆笑』を放送。1983年から21年間続いたOPとEDを一新したが、これが最後のドリフ全員での出演となった。
- 12月31日
  - TBS系で『輝く!第45回日本レコード大賞』を放送。大賞は浜崎あゆみの「No way to say」。浜崎は史上初の3年連続受賞。
  - 第54回NHK紅白歌合戦を放送。

## その他テレビに関する話題

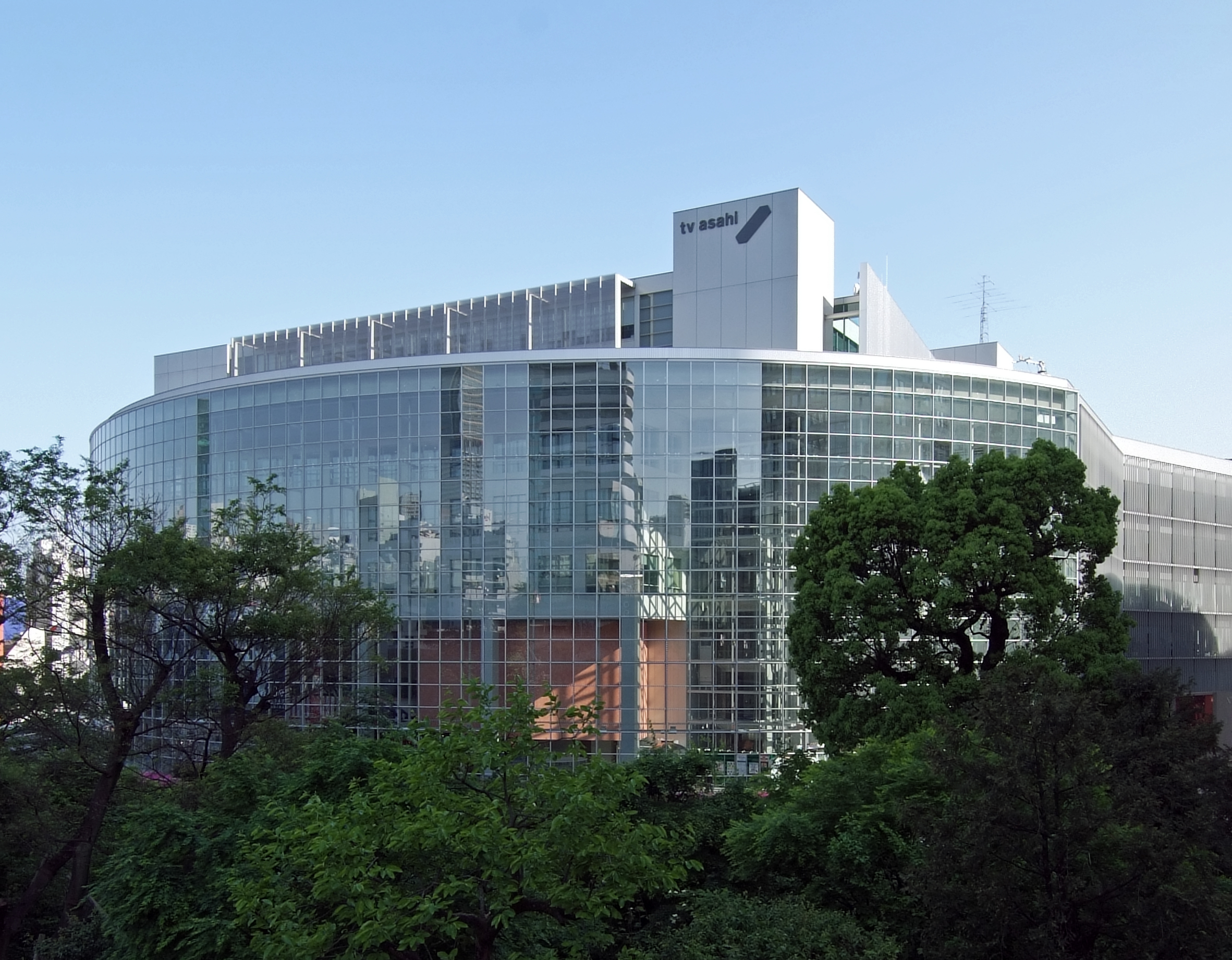
同年運用開始のテレビ朝日・新社屋

- 2月1日 - NHK東京が日本初のテレビ放送を開始してこの日で50周年。
- 3月31日 - 名古屋テレビ放送（NBN / 名古屋テレビ）が局愛称「メ〜テレ」を制定。
- 7月1日 - 日本テレビが開局以来50年間使用してきた「日本テレビ」と「NTV」の角ゴシック体のロゴを廃止しドット式の「日テレ」ロゴに変更した。なおなんだろうは2012年末まで使用された。(ただし2008年から2009年3月までは除く)
- 8月26日 - この日夜、テレビ朝日系のニュース番組『ニュースステーション』のメインキャスターである久米宏が、翌年3月いっぱいで降板することを発表[6]。
- 8月28日 - 日本テレビが日本初の民間放送によるテレビ放送を開始してこの日で50周年。
- 10月
  - 1日 - 全国朝日放送が社名を局愛称である「株式会社テレビ朝日」に変更。略称を「ANB」（Asahi National Broadcastingの頭文字）からコールサインの「JOEX」から取った「EX」に変更。同時に本社・演奏所もアークヒルズから六本木ヒルズに移転し、ロゴも「テレビ朝日」から小文字の「tv asahi」に変更した。
  - 日本テレビの社員（プロデューサー）が、自分の制作したテレビ番組の視聴率が上がるよう、探偵業者を利用し、ビデオリサーチのモニター世帯を割り出したうえ、番組制作費を私的に流用して金銭を渡して視聴を依頼した事件が発覚した（なお事件発覚の翌月にプロデューサーは懲戒解雇された）。

- 12月1日、午前11時、日本初の地上デジタル放送が首都圏、関西圏、中京圏で開始（開始局の詳細は#地上デジタル放送開始の項を参照）。
- 日本テレビがこの年の年間視聴率で1994年から10年連続3冠王となる。しかし、翌2004年春に公表された年度視聴率では、前述にある「（日本テレビ）視聴率買収事件」の影響もあり、日本テレビの年度視聴率の10年連続3冠王はならなかった。

日本テレビは全日帯（6-24時）、ゴールデンタイム（19-22時）の2冠に留まり、プライムタイム（19-23時）はフジテレビが1993年度以来、10年ぶりの首位となった。

## 地上デジタル放送開始
- 12月1日（午前11時一斉に開始)
  - 関東地方
    - NHK放送センター(総合・教育)
    - 日本テレビ
    - TBSテレビ
    - フジテレビ
    - テレビ朝日
    - テレビ東京
    - 東京メトロポリタンテレビジョン(MXTV)

  - 関西地方
    - NHK大阪放送局(総合・教育)
    - 毎日放送テレビ
    - 朝日放送テレビ
    - 関西テレビ放送
    - 読売テレビ放送
    - テレビ大阪

  - 東海地方
    - NHK名古屋放送局(総合・教育)
    - 中部日本放送テレビ
    - 東海テレビ放送
    - 名古屋テレビ放送
    - 中京テレビ放送
    - テレビ愛知

## 周年

### 番組
5周年
- おじゃる丸シリーズ（NHK教育）
- FNNスーパーニュース（フジテレビ）
- 『ぷっ』すま（テレビ朝日）
- いきなり!黄金伝説。（テレビ朝日）[7]
- 情熱大陸（毎日放送）

10周年
- NHKニュースおはよう日本（NHK総合）
- 天才てれびくんシリーズ（NHK教育）
- 忍たま乱太郎シリーズ（NHK）
- NHKニュース7（NHK総合）
- クローズアップ現代（NHK総合）
- モグモグGOMBO（日本テレビ）※9月終了
- TVおじゃマンボウ（日本テレビ）
- ダウンタウンDX（よみうりテレビ）
- どうぶつ奇想天外!（TBS）
- COUNT DOWN TV（TBS）
- オールスター赤面申告!ハプニング大賞（TBS）
- 朝だ!生です旅サラダ（ABC）

15周年
- それいけ!アンパンマン（日本テレビ）
- NNNニュースプラス1（日本テレビ）
- ワールドビジネスサテライト（テレビ東京）
- 探偵!ナイトスクープ（ABC）

20周年
- レディス4（テレビ東京）
- THE フィッシング（テレビ大阪）

25周年
- 24時間テレビ 「愛は地球を救う」（日本テレビ / NNN・NNS31局）[注 4]

30周年
- ポンキッキシリーズ（フジテレビ）[8]

35周年
- 『HTBニュース』（北海道テレビ）

### 開局・放送開始
- 2月1日 - 日本放送協会（NHK）テレビジョン本放送開始50周年。
- 2月22日 - NHK熊本、鹿児島放送局テレビジョン放送開始45周年。
- 3月1日 - RKB毎日放送テレビジョン放送開始45周年
- 4月1日
  - 開局40周年 - 福島テレビ
  - 開局30周年 - 奈良テレビ放送
- 6月1日 - 山陽放送テレビジョン放送開始45周年
- 7月1日
  - テレビジョン放送開始45周年 - 西日本放送
  - 開局25周年 - 静岡朝日テレビ
- 8月12日 - 岐阜放送テレビジョン放送開始35周年
- 8月28日
  - 開局50周年 - 日本テレビ放送網
  - 開局45周年 - 讀賣テレビ放送、テレビ西日本
- 9月1日 - テレビ愛知開局20周年
- 10月1日
  - 開局20周年 - 新潟テレビ21
  - 開局10周年 - 山口朝日放送、大分朝日放送
- 10月15日 - NHK富山放送局テレビジョン放送開始45周年
- 10月25日 - 信越放送テレビジョン放送開始45周年
- 11月1日
  - テレビジョン放送開始45周年 - 静岡放送
  - 開局35周年 - テレビ静岡
- 11月3日 - 北海道テレビ放送開局35周年
- 11月15日 - NHK長野放送局テレビジョン放送開始45周年
- 11月22日 - 関西テレビ放送開局45周年
- 12月1日 - NHK新潟放送局、北陸放送、南海放送テレビジョン放送開始45周年
- 12月4日 - テレビユー福島開局20周年
- 12月16日 - 新潟総合テレビ開局35周年
- 12月23日 - NHK長崎放送局テレビジョン放送開始45周年
- 12月24日 - 新潟放送テレビジョン放送開始45周年
- 12月25日 - 東海テレビ放送開局45周年
- 12月28日 - NHK盛岡放送局テレビジョン放送開始45周年

## 記念回
4月
- 23日 - Matthew's Best Hit TV（テレビ朝日）100回。

5月
- 19日 - 月曜ミステリー劇場（TBS）100回。

6月
- 11日 - ワンナイR&R（フジテレビ）100回。
- 21日 - COUNT DOWN TV（TBS）500回。

7月
- 2日 - ココリコミラクルタイプ（フジテレビ）100回。

12月
- 20日 - ランク王国（TBS）400回。

## 視聴率
数字・視聴率はビデオリサーチ関東地区調べ。その他地域別の視聴率はその他テレビに関する話題に。

### ニュース・報道番組
| 順位 | 視聴率 | 放送日 | 番組名 | 放送局 |
| ---- | ------ | ------ | ------ | ------ |

### スポーツ
| 順位 | 視聴率 | 放送日               | 番組名                                                    | 放送局     |
| ---- | ------ | -------------------- | --------------------------------------------------------- | ---------- |
| 1    | 31.5%  | 1月3日 7:45-14:20    | 新春スポーツスペシャル第79回箱根駅伝・復路                | 日本テレビ |
| 2    | 30.1%  | 8月31日 21:10-23:50  | 世界陸上パリ第2部                                         | TBS        |
| 3    | 29.3%  | 1月2日 7:45-14:05    | 新春スポーツスペシャル第79回箱根駅伝・往路                | 日本テレビ |
| 4    | 28.0%  | 11月7日 18:20-22:24  | アサヒビールチャレンジ2003年アジア野球選手権大会日本×韓国 | TBS        |
| 5    | 27.4%  | 11月16日 12:05-14:55 | 東京国際女子マラソン2003                                  | テレビ朝日 |
| 6    | 27.0%  | 1月18日 17:37-18:00  | 大相撲初場所・7日目                                       | NHK        |
| 7    | 26.9%  | 9月15日 19:53-21:24  | 世界柔道2003                                              | フジテレビ |
| 8    | 26.5%  | 11月14日 19:04-21:24 | 2003年ワールドカップバレーボール女子 日本×キューバ        | フジテレビ |
| 9    | 26.1%  | 10月26日 18:12-21:34 | 2003年プロ野球日本シリーズ ダイエー×阪神・第6戦           | テレビ朝日 |
| 10   | 25.9%  | 10月18日 18:00-22:14 | 2003年プロ野球日本シリーズ ダイエー×阪神・第1戦           | TBS        |
| 11   | 25.1%  | 11月13日 19:04-20:54 | 2003年ワールドカップバレーボール 女子 日本×ブラジル       | フジテレビ |

### テレビドラマ・映画
| 順位 | 視聴率 | 放送日               | 番組名                                                                           | 放送局     |
| ---- | ------ | -------------------- | -------------------------------------------------------------------------------- | ---------- |
| 1    | 46.9％ | 1月24日 20:30-23:09  | 金曜特別ロードショー日本テレビ開局50周年記念番組「千と千尋の神隠し」             | 日本テレビ |
| 2    | 37.6%  | 3月23日 21:03-22:09  | GOOD LUCK!!(最終回)                                                              | TBS        |
| 3    | 29.6%  | 10月4日 21:00-23:24  | プレミアムステージ・開幕記念「踊る大捜査線 THE MOVIE」ハイビジョン・リマスター版 | フジテレビ |
| 4    | 27.0%  | 2月14日 21:03-23:44  | 金曜ロードショー｢もののけ姫｣                                                     | 日本テレビ |
| 5    | 26.6%  | 3月21日 20:00-21:15  | おしん少女編・最終回                                                             | NHK        |
| 6    | 26.4%  | 9月28日 21:00-23:39  | テレビ50周年ドラマ特別企画 さとうきび畑の唄                                      | TBS        |
| 7    | 26.1%  | 6月28日 21:00-22:48  | 金曜ロードショー｢タイタニック｣後編                                               | 日本テレビ |
| 8    | 26.0%  | 7月26日 8:15-8:30    | こころ                                                                           | NHK        |
| 9    | 25.3%  | 11月30日 21:04-23:24 | テレビ朝日開局45周年記念番組 流転の王妃・最後の皇弟第2夜                         | テレビ朝日 |
| 10   | 25.1%  | 6月6日 21:03-23:34   | 金曜ロードショー｢マトリックス｣                                                   | 日本テレビ |
| 11   | 24.6%  | 2月16日 20:00-20:45  | 武蔵 MUSASHI                                                                     | NHK        |
| 12   | 23.3%  | 8月23日 21:15-23:10  | 24時間テレビドラマスペシャル ふたり 私たちが選んだ道                             | 日本テレビ |
| 13   | 22.9%  | 4月5日 21:05-22:54   | ゴールデンシアター「美女と野獣」                                                 | フジテレビ |
| 14   | 22.8%  | 7月25日 21:03-23:14  | 金曜ロードショー ｢魔女の宅急便｣                                                  | 日本テレビ |
| 15   | 22.7%  | 11月29日 21:03-23:48 | テレビ朝日開局45周年記念番組 流転の王妃・最後の皇弟第1夜                         | テレビ朝日 |
| 16   | 22.3%  | 9月11日 22:00-23:09  | Dr.コトー診療所(最終回)                                                          | フジテレビ |
| 17   | 22.2%  | 3月14日 21:03-23:34  | 金曜ロードショー 天空の城ラピュタ                                                | 日本テレビ |
| 17   | 22.2%  | 6月21日 21:00-22:54  | ゴールデンシアター ウォーターボーイズ                                            | フジテレビ |
| 18   | 22.0%  | 10月10日 8:15-8:30   | てるてる家族                                                                     | NHK        |
| 19   | 21.6%  | 3月18日 22:00-23:09  | 僕の生きる道(最終回)                                                             | フジテレビ |
| 20   | 20.5%  | 6月22日 21:00-22:54  | 日曜洋画劇場テレビ朝日開局45周年記念特別番組チャーリーズ・エンジェル             | テレビ朝日 |
| 21   | 20.4%  | 4月7日 19:00-21:09   | 春の映画スペシャル名探偵コナン ベイカー街の亡霊                                  | 日本テレビ |
| 21   | 20.4%  | 12月15日 20:00-22:54 | テレビ50年特別企画 水戸黄門1000回記念3時間スペシャル                             | TBS        |
| 22   | 20.2%  | 12月27日 21:00-23:24 | プレミアムステージ 太閤記 サルと呼ばれた男                                       | フジテレビ |
| 23   | 20.1%  | 10月17日 21:00-23:44 | フジ子・ヘミングの軌跡                                                           | フジテレビ |
| 24   | 20.0%  | 1月9日 22:00-23:09   | 美女か野獣 (初回)                                                                | フジテレビ |

### バラエティ・歌番組
| 順位 | 視聴率 | 放送日               | 番組名                                                                 | 放送局     |
| ---- | ------ | -------------------- | ---------------------------------------------------------------------- | ---------- |
| 1    | 45.9%  | 12月31日 21:30-23:45 | 第54回NHK紅白歌合戦・第2部                                             | NHK総合    |
| 2    | 35.5%  | 12月31日 19:30-21:20 | 第54回NHK紅白歌合戦・第1部                                             | NHK総合    |
| 3    | 27.7%  | 8月20日 21:00-21:54  | トリビアの泉・素晴らしきムダ知識                                       | フジテレビ |
| 4    | 27.4%  | 3月11日 19:00-19:54  | 伊東家の食卓                                                           | 日本テレビ |
| 4    | 27.4%  | 9月10日 21:00-21:54  | トリビアの泉・素晴らしきムダ知識                                       | フジテレビ |
| 5    | 27.3%  | 1月24日 20:00-20:54  | 千と千尋を千倍楽しむ方法! 幻の宮崎駿作品TV初公開                       | 日本テレビ |
| 5    | 27.3%  | 2月11日 19:00-19:54  | 伊東家の食卓                                                           | 日本テレビ |
| 6    | 27.0%  | 8月27日 21:00-21:54  | トリビアの泉・素晴らしきムダ知識                                       | フジテレビ |
| 7    | 26.9%  | 9月3日 21:00-21:54   | トリビアの泉・素晴らしきムダ知識                                       | フジテレビ |
| 8    | 26.5%  | 7月30日 21:00-21:54  | トリビアの泉・素晴らしきムダ知識                                       | フジテレビ |
| 9    | 26.4%  | 9月17日 21:00-21:54  | トリビアの泉・素晴らしきムダ知識                                       | フジテレビ |
| 10   | 26.1%  | 9月24日 21:00-21:54  | トリビアの泉・素晴らしきムダ知識                                       | フジテレビ |
| 10   | 26.1%  | 10月6日 18:55-19:54  | 関口宏の東京フレンドパーク2 TOKIO世界征服!                             | TBS        |
| 11   | 25.6%  | 2月25日 19:00-19:58  | 伊東家の食卓                                                           | 日本テレビ |
| 12   | 25.3%  | 8月6日 21:00-21:54   | トリビアの泉・素晴らしきムダ知識                                       | フジテレビ |
| 13   | 25.1%  | 12月27日 18:30-20:54 | めちゃ×2イケてるッ!・楽しくなければ年の瀬じゃないスペシャル!           | フジテレビ |
| 14   | 24.8%  | 1月14日 19:00-20:54  | 踊る!踊る!踊る!さんま御殿スペシャル                                    | 日本テレビ |
| 14   | 24.8%  | 1月21日 19:00-19:54  | 伊東家の食卓                                                           | 日本テレビ |
| 13   | 24.7%  | 3月10日 22:00-22:54  | SMAP×SMAP                                                              | フジテレビ |
| 15   | 24.6%  | 2月18日 19:00-19:54  | 伊東家の食卓                                                           | 日本テレビ |
| 15   | 24.6%  | 11月12日 21:00-21:54 | トリビアの泉・素晴らしきムダ知識                                       | フジテレビ |
| 16   | 24.5%  | 3月4日 19:00-19:54   | 伊東家の食卓                                                           | 日本テレビ |
| 17   | 24.4%  | 2月16日 17:30-18:00  | 笑点                                                                   | 日本テレビ |
| 18   | 24.3%  | 1月2日 18:30-20:54   | 関口宏の東京フレンドパークII GOLD                                      | TBS        |
| 19   | 24.2%  | 4月21日 22:00-22:54  | SMAP×SMAP                                                              | フジテレビ |
| 20   | 24.1%  | 1月13日 19:00-20:54  | 関口宏の東京フレンドパーク2                                            | TBS        |
| 20   | 24.1%  | 2月11日 19:58-20:54  | 踊る!さんま御殿!!                                                      | 日本テレビ |
| 20   | 24.1%  | 2月23日 17:30-18:00  | 笑点                                                                   | 日本テレビ |
| 21   | 23.9%  | 1月27日 22:00-22:54  | SMAP×SMAP                                                              | フジテレビ |
| 21   | 23.9%  | 1月28日 19:00-19:54  | 伊東家の食卓                                                           | 日本テレビ |
| 22   | 23.8%  | 1月13日 22:00-23:09  | SMAP×SMAP 03S1生グランプリ                                             | フジテレビ |
| 23   | 23.7%  | 2月3日 22:00-22:54   | SMAP×SMAP                                                              | フジテレビ |
| 23   | 23.7%  | 4月14日 22:00-22:54  | SMAP×SMAP                                                              | フジテレビ |
| 24   | 23.6%  | 5月5日 22:00-23:09   | SMAP×SMAP 子供の日はアニメだぜ生拡大SP!                                | フジテレビ |
| 25   | 23.5%  | 2月4日 19:00-19:54   | 伊東家の食卓                                                           | 日本テレビ |
| 26   | 23.3%  | 2月18日 19:58-20:54  | 踊る!さんま御殿!!                                                      | 日本テレビ |
| 26   | 23.3%  | 11月26日 21:00-21:54 | トリビアの泉・素晴らしきムダ知識                                       | フジテレビ |
| 27   | 23.2%  | 1月8日 19:00-20:54   | ノーベルお笑い賞受賞番組!?笑ってコラえて ダーツ史上最強の村人を探せSP! | 日本テレビ |
| 27   | 23.2%  | 1月20日 22:00-22:54  | SMAP×SMAP                                                              | フジテレビ |
| 27   | 23.2%  | 3月3日 22:00-22:54   | SMAP×SMAP                                                              | フジテレビ |
| 27   | 23.2%  | 8月13日 21:00-21:54  | トリビアの泉・素晴らしきムダ知識                                       | フジテレビ |
| 28   | 23.1%  | 1月21日 19:58-20:54  | 踊る!さんま御殿!!                                                      | 日本テレビ |
| 29   | 23.0%  | 7月19日 19:00-20:54  | スーパースペシャル03 人の刑事が謎を解く 実在したミステリー             | 日本テレビ |
| 30   | 22.9%  | 8月24日 21:00-21:54  | 行列のできる法律相談所                                                 | 日本テレビ |
| 31   | 22.7%  | 3月11日 19:58-20:54  | 踊る!さんま御殿!!                                                      | 日本テレビ |
| 31   | 22.7%  | 12月7日 21:00-21:54  | 行列のできる法律相談所                                                 | 日本テレビ |
| 32   | 22.6%  | 2月24日 21:00-23:09  | 緊急特別版 マイケルジャクソンの真実 緊急独占放送・密着240日            | 日本テレビ |
| 33   | 22.5%  | 2月10日 22:00-22:54  | SMAP×SMAP                                                              | フジテレビ |
| 34   | 22.4%  | 1月7日 19:00-20:54   | 伊東家の食卓・特大号年間裏ワザNO.1決定戦超強力新春SP                   | 日本テレビ |
| 34   | 22.4%  | 4月8日 19:00-20:54   | 踊る!踊る!さんま御殿!!スペシャル                                       | 日本テレビ |
| 34   | 22.4%  | 5月12日 22:00-22:54  | SMAP×SMAP                                                              | フジテレビ |
| 35   | 22.3%  | 2月25日 19:58-20:54  | 踊る!さんま御殿!!                                                      | 日本テレビ |
| 35   | 22.3%  | 4月5日 19:00-20:54   | めちゃ×2イケてるッ!・キダムじゃなくて期末岡女も来てるねぇ～!           | フジテレビ |
| 36   | 22.1%  | 1月5日 18:00-19:00   | 笑点 60分新春拡大SP                                                    | 日本テレビ |
| 36   | 22.1%  | 4月20日 22:00-22:54  | おしゃれカンケイ 春の60分SP                                            | 日本テレビ |
| 36   | 22.1%  | 11月19日 21:00-21:54 | トリビアの泉・素晴らしきムダ知識                                       | フジテレビ |
| 36   | 22.1%  | 12月25日 21:00-23:18 | とんねるずのみなさんのおかげでした・クリスマス特大SP                   | フジテレビ |
| 37   | 22.0%  | 2月16日 19:00-19:58  | ザ!鉄腕!DASH!!                                                         | 日本テレビ |
| 37   | 22.0%  | 3月4日 19:58-20:54   | 踊る!さんま御殿!!                                                      | 日本テレビ |
| 38   | 21.9%  | 7月23日 21:00-21:54  | トリビアの泉・素晴らしきムダ知識                                       | フジテレビ |
| 38   | 21.9%  | 8月24日 22:00-22:30  | おしゃれカンケイ                                                       | 日本テレビ |
| 39   | 21.8%  | 1月29日 21:00-21:54  | ザ!世界仰天ニュース                                                    | 日本テレビ |
| 39   | 21.8%  | 3月17日 22:00-22:54  | SMAP×SMAP                                                              | フジテレビ |
| 40   | 21.7%  | 2月5日 21:00-21:54   | ザ!世界仰天ニュース                                                    | 日本テレビ |
| 41   | 21.6%  | 8月7日 21:00-21:54   | とんねるずのみなさんのおかげでした                                     | フジテレビ |
| 42   | 21.5%  | 10月15日 21:00-21:54 | トリビアの泉・素晴らしきムダ知識                                       | フジテレビ |
| 43   | 21.3%  | 1月27日 18:55-19:54  | 関口宏の東京フレンドパークII                                           | TBS        |
| 43   | 21.3%  | 2月24日 18:55-19:54  | 関口宏の東京フレンドパークII                                           | TBS        |
| 43   | 21.3%  | 6月16日 22:00-22:54  | SMAP×SMAP                                                              | フジテレビ |
| 44   | 21.2%  | 12月3日 19:00-23:18  | 2003 FNS歌謡祭                                                         | フジテレビ |
| 45   | 21.1%  | 1月5日 21:00-22:54   | 行列のできる法律相談所 あなたの怒りをお金に換算!今年も取ります慰謝料SP | 日本テレビ |
| 45   | 21.1%  | 2月10日 18:55-19:54  | 関口宏の東京フレンドパーク2                                            | TBS        |
| 45   | 21.1%  | 2月17日 22:00-22:54  | SMAP×SMAP                                                              | フジテレビ |
| 45   | 21.1%  | 4月4日 19:00-20:54   | ぐるナイ乱入クビ男!ゴチ最高自腹額SP!                                   | 日本テレビ |
| 45   | 21.1%  | 7月23日 22:00-22:54  | SMAP×SMAP                                                              | フジテレビ |
| 46   | 21.0%  | 2月2日 17:30-18:00   | 笑点                                                                   | 日本テレビ |
| 47   | 20.9%  | 4月14日 18:55-19:54  | 関口宏の東京フレンドパーク2                                            | TBS        |
| 47   | 20.9%  | 5月27日 19:00-19:54  | 伊東家の食卓                                                           | 日本テレビ |
| 47   | 20.9%  | 6月2日 22:00-22:54   | SMAP×SMAP                                                              | フジテレビ |
| 48   | 20.7%  | 1月10日 19:00-20:54  | ぐるナイゴチ最終決戦 クビか?精算か?スペシャル!                         | 日本テレビ |
| 48   | 20.7%  | 1月29日 19:00-19:58  | 1億人の大質問!?笑ってコラえて!                                         | 日本テレビ |
| 48   | 20.7%  | 3月2日 17:30-18:00   | 笑点                                                                   | 日本テレビ |
| 48   | 20.7%  | 4月20日 22:30-22:56  | ワカチュキ                                                             | 日本テレビ |
| 48   | 20.7%  | 6月9日 22:00-22:54   | SMAP×SMAP                                                              | フジテレビ |
| 48   | 20.7%  | 10月17日 20:00-20:54 | 謎を解け!まさかのミステリー                                            | 日本テレビ |
| 49   | 20.6%  | 1月31日 19:58-20:54  | 踊る!さんま御殿!!                                                      | 日本テレビ |
| 49   | 20.6%  | 4月29日 19:00-19:54  | 伊東家の食卓                                                           | 日本テレビ |
| 49   | 20.6%  | 5月25日 21:00-21:54  | 行列のできる法律相談所                                                 | 日本テレビ |
| 49   | 20.6%  | 7月16日 21:00-21:54  | トリビアの泉・素晴らしきムダ知識                                       | フジテレビ |
| 49   | 20.6%  | 8月12日 19:00-19:54  | 伊東家の食卓                                                           | 日本テレビ |
| 50   | 20.5%  | 1月23日 19:57-21:54  | 奇跡体験!アンビリバボー                                                | フジテレビ |
| 50   | 20.5%  | 2月9日 17:30-18:00   | 笑点                                                                   | 日本テレビ |
| 50   | 20.5%  | 4月28日 22:00-22:54  | SMAP×SMAP                                                              | フジテレビ |
| 50   | 20.5%  | 7月2日 21:30-22:39   | トリビアの泉・素晴らしきムダ知識                                       | フジテレビ |
| 50   | 20.5%  | 8月26日 19:00-19:54  | 伊東家の食卓                                                           | 日本テレビ |
| 51   | 20.4%  | 2月3日 20:00-20:54   | 世界まる見え!テレビ特捜部                                              | 日本テレビ |
| 51   | 20.4%  | 10月29日 21:00-21:54 | トリビアの泉・素晴らしきムダ知識                                       | フジテレビ |
| 51   | 20.4%  | 12月8日 20:00-20:54  | 世界まる見え!テレビ特捜部                                              | 日本テレビ |
| 52   | 20.3%  | 3月12日 19:00-19:58  | 1億人の大質問!?笑ってコラえて!                                         | 日本テレビ |
| 52   | 20.3%  | 3月15日 19:30-20:45  | NHKのど自慢チャンピオン大会                                            | NHK総合    |
| 52   | 20.3%  | 4月20日 21:00-21:54  | 行列のできる法律相談所                                                 | 日本テレビ |
| 52   | 20.3%  | 10月27日 22:00-22:54 | SMAP×SMAP                                                              | フジテレビ |
| 52   | 20.3%  | 11月30日 21:00-21:54 | 行列のできる法律相談所                                                 | 日本テレビ |
| 53   | 20.2%  | 1月19日 19:20-19:58  | 新・クイズ日本人の質問                                                 | NHK        |
| 53   | 20.2%  | 1月24日 19:00-20:00  | ぐるぐるナインティナイン                                               | 日本テレビ |
| 53   | 20.2%  | 3月31日 22:00-23:24  | SMAP×SMAP 超BISTRO☆SMAP 美味しくいただきますSP!!                       | フジテレビ |
| 53   | 20.2%  | 6月23日 22:00-22:54  | SMAP×SMAP                                                              | フジテレビ |
| 53   | 20.2%  | 10月28日 19:58-20:54 | 踊る!さんま御殿!!                                                      | 日本テレビ |
| 54   | 20.1%  | 1月26日 19:00-19:58  | ザ!鉄腕!DASH!!                                                         | 日本テレビ |
| 54   | 20.1%  | 2月2日 19:00-19:58   | ザ!鉄腕!DASH!!                                                         | 日本テレビ |
| 54   | 20.1%  | 7月21日 18:55-19:54  | 関口宏の東京フレンドパーク2                                            | TBS        |
| 54   | 20.1%  | 8月11日 22:00-23:09  | SMAP×SMAP03 15分拡大サマーSP                                           | フジテレビ |
| 54   | 20.1%  | 11月24日 20:00-20:54 | 世界まる見え!テレビ特捜部                                              | 日本テレビ |
| 54   | 20.1%  | 11月24日 22:00-22:54 | SMAP×SMAP                                                              | フジテレビ |
| 55   | 20.0%  | 2月12日 19:00-19:58  | 1億人の大質問!?笑ってコラえて!                                         | 日本テレビ |
| 55   | 20.0%  | 5月6日 19:00-19:58   | 伊東家の食卓                                                           | 日本テレビ |
| 55   | 20.0%  | 7月31日 21:00-21:54  | とんねるずのみなさんのおかげでした                                     | フジテレビ |
| 55   | 20.0%  | 8月24日 16:59-21:00  | 24時間テレビ26 「愛は地球を救う」Part6                                 | 日本テレビ |

### アニメ
| 順位 | 視聴率 | 放送日               | 番組名                                | 放送局     |
| ---- | ------ | -------------------- | ------------------------------------- | ---------- |
| 1    | 26.6%  | 2月16日 18:30-19:00  | サザエさん                            | フジテレビ |
| 2    | 26.0%  | 1月19日 18:30-19:00  | サザエさん                            | フジテレビ |
| 3    | 25.2%  | 3月9日 18:30-19:00   | サザエさん                            | フジテレビ |
| 4    | 24.6%  | 2月2日 18:30-19:00   | サザエさん                            | フジテレビ |
| 5    | 24.5%  | 1月26日 18:30-19:00  | サザエさん                            | フジテレビ |
| 6    | 24.4%  | 3月16日 18:30-19:00  | サザエさん                            | フジテレビ |
| 7    | 23.7%  | 5月18日 18:30-19:00  | サザエさん                            | フジテレビ |
| 8    | 23.5%  | 9月21日 18:30-19:00  | サザエさん                            | フジテレビ |
| 9    | 23.3%  | 4月20日 18:30-19:00  | サザエさん                            | フジテレビ |
| 10   | 22.8%  | 11月9日 18:00-19:00  | サザエさん35周年記念SP 磯野家北へ飛ぶ | フジテレビ |
| 11   | 22.7%  | 5月11日 18:30-19:00  | サザエさん                            | フジテレビ |
| 11   | 22.7%  | 7月13日 18:30-19:00  | サザエさん                            | フジテレビ |
| 13   | 22.3%  | 2月9日 18:30-19:00   | サザエさん                            | フジテレビ |
| 14   | 22.2%  | 3月2日 18:30-19:00   | サザエさん                            | フジテレビ |
| 15   | 21.9%  | 11月23日 18:30-19:00 | サザエさん                            | フジテレビ |
| 16   | 21.5%  | 3月23日 18:30-19:00  | サザエさん                            | フジテレビ |
| 16   | 21.5%  | 8月17日 18:30-19:00  | サザエさん                            | フジテレビ |
| 16   | 21.5%  | 12月7日 18:30-19:00  | サザエさん                            | フジテレビ |
| 19   | 21.0%  | 11月30日 18:30-19:00 | サザエさん                            | フジテレビ |
| 20   | 20.8%  | 12月21日 18:30-19:00 | サザエさん                            | フジテレビ |
| 21   | 20.5%  | 4月6日 18:30-19:00   | サザエさん                            | フジテレビ |
| 21   | 20.5%  | 4月27日 18:30-19:00  | サザエさん                            | フジテレビ |
| 23   | 20.3%  | 6月8日 18:30-19:00   | サザエさん                            | フジテレビ |
| 24   | 20.2%  | 4月13日 18:30-19:00  | サザエさん                            | フジテレビ |
| 25   | 20.1%  | 7月6日 18:30-19:00   | サザエさん                            | フジテレビ |
| 26   | 20.0%  | 6月22日 18:30-19:00  | サザエさん                            | フジテレビ |
| 26   | 20.0%  | 9月28日 18:30-19:00  | サザエさん                            | フジテレビ |

## プライム帯年間平均視聴率
| 順位 | 平均視聴率 | 曜日 放送時間      | 番組名                             | 放送局     |
| ---- | ---------- | ------------------ | ---------------------------------- | ---------- |
| 1    | 23.4%      | 水曜日 21:00-21:54 | トリビアの泉～素晴らしきムダ知識～ | フジテレビ |
| 2    | 20.3%      | 火曜日 19:00-19:58 | 伊東家の食卓                       | 日本テレビ |
| 3    | 20.1%      | 月曜日 22:00-22:54 | SMAP×SMAP                          | フジテレビ |
| 4    | 19.3%      | 火曜日 19:58-20:54 | 踊る!さんま御殿!!                  | 日本テレビ |
| 5    | 18.6%      | 日曜日 21:00-21:54 | 日曜劇場                           | TBS        |
| 6    | 18.2%      | 月曜日 18:55-19:54 | 関口宏の東京フレンドパークII       | TBS        |
| 7    | 17.7%      | 木曜日 22:00-22:54 | 木曜劇場                           | フジテレビ |
| 8    | 17.6%      | 月曜日 20:00-20:54 | 世界まる見え!テレビ特捜部          | 日本テレビ |
| 8    | 17.6%      | 水曜日 19:58-20:54 | 1億人の大質問!?笑ってコラえて!     | 日本テレビ |
| 8    | 17.6%      | 日曜日 21:00-21:54 | 行列のできる法律相談所             | 日本テレビ |
| 11   | 17.5%      | 火曜日 21:03-22:54 | 火曜サスペンス劇場                 | 日本テレビ |
| 12   | 17.2%      | 土曜日 22:00-23:24 | ブロードキャスター                 | TBS        |
| 13   | 16.9%      | 日曜日 19:00-19:58 | ザ!鉄腕!DASH!!                     | 日本テレビ |
| 14   | 16.7%      | 土曜日 19:00-19:30 | NHKニュース7                       | NHK総合    |
| 14   | 16.7%      | 土曜日 21:00-22:54 | プレミアムステージ                 | フジテレビ |
| 14   | 16.7%      | 日曜日 20:00-20:45 | 武蔵 MUSASHI                       | NHK総合    |
| 16   | 16.5%      | 火曜日 20:45-21:00 | 首都圏ニュース845                  | NHK総合    |
| 17   | 16.4%      | 金曜日 20:00-20:54 | 謎を解け!まさかのミステリー        | 日本テレビ |
| 17   | 16.4%      | 土曜日 19:57-20:54 | めちゃ×2イケてるッ!                | フジテレビ |
| 17   | 16.4%      | 日曜日 19:00-19:30 | NHKニュース7                       | NHK総合    |
| 20   | 16.1%      | 土曜日 21:00-22:51 | 土曜ワイド劇場                     | テレビ朝日 |

## テレビドラマ

### NHKの主なテレビドラマ
大河ドラマ
武蔵 MUSASHI
連続テレビ小説
こころ
てるてる家族

### 日本テレビ系の主なテレビドラマ
最後の弁護人

### TBS系の主なテレビドラマ
GOOD LUCK!!
元カレ
Stand Up!!
美少女戦士セーラームーン

### フジテレビ系の主なテレビドラマ
いつもふたりで
僕の生きる道
美女か野獣
WATER BOYS
僕だけのマドンナ
Dr.コトー診療所
ビギナー
白い巨塔(第1部)

### テレビ朝日系の主なテレビドラマ
テレビ朝日水曜21時枠刑事ドラマ
はみだし刑事情熱系（第7シリーズ）
- 放送日：1月8日-3月19日
- 脚本：尾西兼一他
- 出演：柴田恭兵、風間トオル、風吹ジュン他

はぐれ刑事純情派（第16シリーズ）
- 放送日：4月2日-9月17日
- 脚本：奥村俊雄、石原武龍、難波江由紀子他
- 出演：藤田まこと他

相棒Season2
- 放送日：10月8日-2004年3月17日
- 脚本：輿水泰弘、砂本量他
- 出演：水谷豊、寺脇康文他

木曜ドラマ (テレビ朝日)
TRICK3

## 報道・情報・教養・ドキュメンタリー番組

### 終了番組

#### 2月 - 3月
- 2月22日 - サタモニ!（MBS毎日放送）
- 3月11日 - 現代進行形TV イマジン!（ABC朝日放送）
- 3月15日 - 土曜オアシス（NHK総合）
- 3月16日 - アジア人間街道（NHK総合）
- 3月18日
  - 昔の恋〜愛した記憶〜（フジテレビ）
  - サイクルロマン～夢をのせて～（フジテレビ）
- 3月22日
  - ファミりん（関西テレビ）
  - お金のソムリエ（テレビ東京）
- 3月25日 - ブラっと・ピーポー（テレビ東京）
- 3月26日 - のりものスタジオ（テレビ東京）
- 3月28日
  - いちばん!（TBS）
  - おはよう!グッデイ（TBS）
  - ぐっども〜にんぐ!ゲッツ!（テレビ東京）
  - うるおい宣言!（テレビ朝日）
  - TRYあんぐる（メ〜テレ）
  - ワイドABCDE〜す（ABC朝日放送）
  - 芸術に恋して!（テレビ東京）
  - RUBICON（テレビ東京）
  - Something（テレビ東京）
- 3月29日 - 俵越山のおみごと!にっぽん2（関西テレビ）
- 3月30日
  - すくすくネットワーク（NHK教育）
  - オイシイのが好き!（テレビ愛知）
  - FREEDOM（テレビ東京）
- 3月31日 - 最強魂（日本テレビ）

#### 4月
- 3日 - 天才てれびくんワイド（NHK教育）
- 4日
  - あさばんっ!（北海道テレビ）
  - 情報ワイド 夕方Don!Don!（北海道テレビ）
- 5日 - あつまれ!わんパーク（NHK教育）
- 6日 - みんなの広場だ!わんパーク（NHK教育）

#### 9月
- 27日
  - 20世紀の遺伝子（フジテレビ）
  - キラリ!自分流（テレビ東京）
  - メ〜テレワイド サンダー5（メ〜テレ）
  - モグモグGOMBO（日本テレビ）
- 28日 
  - 晴れたらイイねッ!（フジテレビ）
  - ANNニュースフレッシュ（テレビ朝日）
- 30日 - めざビズ（フジテレビ）

### 開始番組

#### 1月
- 4日 - ニッポン研究所（テレビ東京）
- 6日 - めざまし新聞（フジテレビ）

#### 2月 - 3月
- 2月4日 - とくダネ!発 GO-ガイ!（フジテレビ）
- 3月22日 - 土曜の奇跡!TVのチカラ（テレビ朝日）
- 3月29日 - 知っとこ!（MBS毎日放送）
- 3月31日
  - あさがけウォッチ!（TBS）
  - ウォッチ!（TBS）
  - ウォッチン!みやぎ（東北放送）
  - メ〜テレNEWS（メ〜テレ）
  - 気になる!（テレビ朝日）
  - ピアット（中京テレビ）
  - 汐留スタイル!（日本テレビ）
  - チェキ!チェキ!（日本テレビ）
  - ワイドABCDE〜す みよ缶（ABC朝日放送）
  - えき☆スタ発（北海道文化放送）
  - メ〜テレワイド スーパーJチャンネル（メ〜テレ）
  - おばんでスタ!（テレビ北海道）
  - 情報フレッシュ便 さらさらサラダ（NHK名古屋放送局）
  - かんさいニュース1番（NHK大阪放送局）
  - ニュースKOBE発（NHK神戸放送局）
  - ニュース630 京いちにち（NHK京都放送局）

#### 4月
- 1日 
  - てれまさむね（NHK仙台放送局）
  - ものしり一夜づけ（NHK総合）
- 2日 - のりスタ!（テレビ東京）改題リニューアル
- 3日 - ぐるっと関西おひるまえ（NHK大阪放送局）
- 4日 - SPORTS本気顔面（日本テレビ）
- 5日
  - メ〜テレワイド サンダー5（メ〜テレ）
  - 情報満載（テレビ愛知）
  - 食べて元気!ほらね（ABC朝日放送）
  - ぶっちゃけ!生タマゴン（関西テレビ）
  - キラリ!自分流（テレビ東京）
  - YASUのえき☆スタ@noon（北海道文化放送）
  - モモコのOH!ソレ!み〜よ!（関西テレビ）
- 6日
  - NHK海外ネットワーク（NHK総合）
  - オイシイ!とこドリ（テレビ愛知）
- 7日
  - おはよう!遠藤商店（北海道テレビ）
  - にほんごであそぼ（NHK教育）
  - 日本とことん見聞録（NHK教育）
  - さきどり!Navi（日本テレビ）
  - クインテット（NHK教育）
  - 天才てれびくんMAX（NHK教育）改題リニューアル
  - イチオシ!（北海道テレビ）
- 9日
  - サイエンスZERO（NHK教育）
  - わかる国語 だいすきな20冊（NHK教育）
  - 3つのとびら（NHK教育）
- 10日 - わくわく授業 わたしの教え方（NHK教育）
- 11日 - すくすく子育て（NHK教育）
- 12日 
  - 地球だい好き 環境新時代（NHK総合）
  - ニャンちゅうといっしょ（NHK教育）改題リニューアル
  - 世界美術館紀行（NHK教育）
- 14日 - 奇跡の扉 TVのチカラ（テレビ朝日）枠移動、改題
- 19日
  - 板東英二のここに住マッシュ!（テレビ愛知）
  - 世界ゴリッパですね!!（フジテレビ）
- 20日 - 夢りんりん丸（NHK教育）※隔週放送

#### 6月
- 30日 - 今日感テレビ（RKB毎日放送）

#### 7月
- 1日 - めざビズ（フジテレビ）
- 5日 - スポナビZ（フジテレビ）改題
- 27日 - MOVA!(モヴァ) （テレビ東京）

#### 9月 - 10月
- 9月1日
  - 情報満載 ひるまで!すっぴん!（読売テレビ）
  - 吉田類の酒場放浪記（BS-i）
- 9月29日
  - ぐるっと8県 九州沖縄（NHK九州・沖縄ネットワーク）
  - お元気ですか日本列島（NHK総合）
  - おうみ発610（NHK大津放送局）
  - ANNニュース（テレビ朝日）改題
- 10月1日 
  - めざにゅ〜（フジテレビ）
  - 食卓SHOW（テレビ東京）
- 10月4日
  - めざましどようび（フジテレビ）
  - 食彩の王国（テレビ朝日）
  - サタナビっ!（秋田朝日放送）
  - ウドちゃんの旅してゴメン（メ〜テレ）
  - メ〜テレワイド ウルたま（メ〜テレ）
  - 冒険!CHEERS!!（日本テレビ）
- 10月5日 
  - 晴れたらイイねッ!Let'sコミミ隊（フジテレビ）改題
  - にっぽん菜発見 そうだ、自然に帰ろう（ABC朝日放送）
- 10月6日 
  - イブニングプレス donna（日本テレビ）
  - ホ!ホーン（テレビ東京）
- 10月11日 - 探険! ホムンクルス 〜脳と体のミステリー〜（TBS）
- 10月13日 - 情報スピリッツ（テレビ東京）改題
- 10月14日 - おいしい情報の楽園（テレビ東京）

### 期間限定番組
- 8月18日〜9月16日 - 優勝するまでSP・あさトラ!（MBS毎日放送）

## バラエティ番組

### 終了番組

#### 1月
- 11日 - 電波少年に毛が生えた 最後の聖戦（日本テレビ）

#### 2月 - 3月
- 2月22日 - 雲と波と少年と（日本テレビ）
- 3月7日 - クイズ赤恥青恥（テレビ東京）
- 3月10日 - 親の顔が見てみたい?（NHK総合）
- 3月11日
  - サバイバー（TBS）
  - タモリのグッジョブ!胸張ってこの仕事（MBS毎日放送）
- 3月13日 - ミュージック・カクテル（NHK総合）
- 3月16日 - WINNERS（テレビ東京）
- 3月17日
  - 東京I指令（テレビ朝日）
  - バッテンクイズ HEXAGON（フジテレビ）深夜版最終回
  - トリビアの泉 〜素晴らしきムダ知識〜（フジテレビ）深夜版最終回
- 3月18日 - ?マジっすか!（MBS毎日放送）
- 3月19日
  - NEPTUNEPRESENTS 日本列島元気満点! 力あわせてゴーゴゴー!!（フジテレビ）
  - 自分電視台 〜Self Produce TV〜（フジテレビ）
  - B-1（TBS）
- 3月20日 - 禁じられた遊び（フジテレビ）
- 3月21日 - 世界痛快伝説!!運命のダダダダーン!（ABC朝日放送）
- 3月22日 - 深夜戦隊ガリンペロ（フジテレビ）
- 3月25日
  - サイボーグ魂（TBS）
  - 1984（テレビ朝日）
- 3月26日
  - 松本紳助（広島テレビ）
  - ダウンタウン☆セブン（MBS毎日放送）
  - 恋愛マスター（TBS）
  - 24ピース（TBS）
  - トリセツ（テレビ朝日）第1期終了
  - GAME BREAK（テレビ東京）
  - 無添加（テレビ朝日）
  - ハローランド（フジテレビ）
- 3月27日
  - ういっち（テレビ朝日）
  - そんな所で…（テレビ朝日）
  - 秋葉な連中（テレビ東京）
  - 電波少年的放送局企画部 放送作家トキワ荘（日本テレビ）
  - 遠足TV!（関西テレビ）
- 3月28日
  - やるヌキッ!（テレビ東京）
  - コイブミ2（テレビ東京、テレビ大阪）
- 3月29日
  - どまんなかっ!（関西テレビ）
  - ブラックワイドショー・第三惑星放送協會（日本テレビ）
  - ケイン・コスギのGET IT ON（テレビ東京）
- 3月30日
  - 優香&ビビアンのムチャ修業!（中京テレビ）
  - ジェネジャン（日本テレビ）
  - 太っ腹!紳助ファンど（関西テレビ）
- 3月31日
  - ろみひー（中京テレビ）
  - ジョン万次郎（TBS）
  - ケータイ将軍（日本テレビ）

#### 4月
- 13日 - 別れてもチュキな人（日本テレビ）

#### 6月
- 18日 - Cの嵐!（日本テレビ）
- 24日 - オ・サ・ム（MBS毎日放送）
- 30日 - 危機一髪!SOS（フジテレビ）

#### 7月
- 14日 - ジカダンパン!責任者出て来い!（テレビ東京）
- 29日 - ガチンコ!（TBS）

#### 9月
- 9月 - 恋のバカヤロー!（TBS）
- 12日 - サムズアップ人生開運プロジェクト（ABC朝日放送）
- 13日
  - 体育王国（TBS）
  - USO!?ジャパン（TBS）
- 23日
  - 夜のワイド魂（TBS）
  - クイズ・ポーカーフェイス（フジテレビ）
- 24日 - おかしや?さんま!（TBS）
- 25日
  - 壮絶バトル!花の芸能界（日本テレビ）
  - ゲンキ王国（関西テレビ）
  - フューチャーガールズ（東海テレビ）
- 26日
  - 新ウンナンの気分は上々。（TBS）
  - B.C.ビューティー・コロシアム（フジテレビ）
  - debuya（テレビ東京）
- 28日
  - 笑う犬の情熱（フジテレビ）
  - U-15.F スキにさせて!（テレビ東京）
  - プラチナチケット（テレビ東京）

#### 10月 - 12月
- 10月1日 - デジドルファクトリー（テレビ朝日）
- 11月28日 - 世界プチくら!（ABC朝日放送）
- 12月9日 - 笑う犬の太陽（フジテレビ）

### 開始番組

#### 1月
- 9日 - 壮絶バトル!花の芸能界（日本テレビ）
- 18日 - 雲と波と少年と（日本テレビ）
- 31日 - ハナタレナックス（北海道テレビ）

#### 2月 - 3月
- 3月25日 - おにぎりあたためますか（北海道テレビ）
- 3月31日
  - 英語でしゃべらナイト（NHK総合）
  - やるヌキッ祭（テレビ東京）改題
  - セクシー女塾（テレビ東京）

#### 4月
- 1日 - ルートf（中京テレビ）
- 2日
  - おかしや?さんま!（TBS）
  - ほんじゃに!（関西テレビ）
- 3日
  - 難問解決!ご近所の底力（NHK総合）
  - OUT OF ORDER（テレビ朝日）
  - 推定学園26時（テレビ東京）
- 4日 - ウラ関根TV（テレビ東京）
- 5日
  - ぐっさん家〜THE GOODSUN HOUSE〜（東海テレビ）
  - 浅草キッドの開運ワイドショー ド・ナイト（テレビ朝日）
  - 松紳（広島テレビ）改題
- 6日
  - 旅は日帰リッチ（中京テレビ）
  - 日曜スタジオパーク（NHK総合）
  - 遊ワク☆遊ビバ!（日本テレビ）
  - おそく起きた昼は…（フジテレビ）
  - U-15.F スキにさせて!（テレビ東京）
  - 田舎に泊まろう!（テレビ東京）
  - お宝映像クイズ 見ればナットク!（NHK総合）
- 7日
  - 雨上がり決死隊のトーク番組アメトーク!（テレビ朝日）
  - 孝太郎が行く（フジテレビ）
  - 恋愛情報バラエティー・ウソか!?誠か!?（関西テレビ）
  - 夜の体育（TBS）
  - ミライ（フジテレビ）
  - SDM発!（フジテレビ）
- 8日
  - オ・サ・ム（MBS毎日放送）
  - クイズ・ポーカーフェイス（フジテレビ）
  - 00セレブ（フジテレビ）
- 11日
  - 金曜かきこみTV（NHK教育）
  - 完成!ドリームハウス（テレビ東京）
  - よるけぃ（関西テレビ）
- 12日 - てんこもり（テレビ朝日）
- 13日
  - みごろ!たべごろ!ナントカカントカ（テレビ朝日）
  - 鶴瓶・なるみの満開!新妻セブン（関西テレビ）
  - プラチナチケット（テレビ東京）
- 15日
  - ぴったんこカン・カン（TBS）
  - 世界バリバリ★バリュー（MBS毎日放送）
  - 世界痛快伝説!!運命のダダダダーン!Z（ABC朝日放送）
  - 産地直送!通販バトル（テレビ東京）
- 16日
  - あったか生活!秘伝!カテイの魔法（MBS毎日放送）
  - ディスカバ!99（TBS）
  - ネプリーグ（フジテレビ）
- 18日 - サムズアップ人生開運プロジェクト（ABC朝日放送）
- 19日
  - ビートたけしの!こんなはずでは!!（テレビ朝日）
  - エンタの神様（日本テレビ）
- 20日 - ワカチュキ（日本テレビ）改題
- 22日 - 夜のワイド魂（TBS）

#### 7月 - 9月
- 7月2日
  - トリビアの泉 〜素晴らしきムダ知識〜（フジテレビ）
  - Dの嵐!（日本テレビ）
- 7月7日 - 奇跡の脱出!SOS（フジテレビ）
- 7月13日 - たかじんのそこまで言って委員会（読売テレビ）
- 8月5日 - ★愛と誠★（TBS）
- 9月2日 - 中川家ん!（MBS毎日放送）

#### 10月 - 11月
- 10月 - 退屈貴族（フジテレビ）
- 10月1日 - 大人のコンソメ（テレビ東京）
- 10月3日
  - 恋するハニカミ!（TBS）
  - えぐら開運堂（テレビ東京）
  - 肉力強女（テレビ東京）
- 10月4日
  - 浜ちゃんと!（読売テレビ）
  - Mラテ-G（中京テレビ）
- 10月5日
  - 鶴瓶&なるみのほんまか（関西テレビ）
  - おしゃれ!アイドル学園（テレビ東京）
- 10月7日 - ロバートホール水（フジテレビ）
- 10月11日 - 爆笑問題のバク天!（TBS）
- 10月13日
  - 交通バラエティ 日本の歩きかた（フジテレビ）
  - 初体験天使（メ〜テレ）
- 10月14日 - 笑う犬の太陽（フジテレビ）改題、枠移動
- 10月15日 - 黄金筋肉（TBS）
- 10月16日 - トナリの悩みの解決人（日本テレビ）
- 10月17日
  - 謎を解け!まさかのミステリー（日本テレビ）
  - 世界プチくら!（ABC朝日放送）
  - 元祖!でぶや（テレビ東京）
- 10月20日 - 大丈夫!?我が家の財産（テレビ東京）
- 10月22日 - 新すぃ日本語（TBS）
- 10月26日 - さんま大先生が行く!（フジテレビ）
- 11月4日 - ゲームセンターCX（フジテレビ721（フジテレビONEの前身））

### 期間限定番組
- 1月6日〜3月31日 - 美神のくびれ（テレビ東京）
- 1月7日〜3月22日 - スマ夫（フジテレビ）
- 8月7日〜9月25日 - クイズ×クイズ（TBS）

### 再開番組
- 4月7日 - はねるのトびら（フジテレビ）

## 音楽番組

### 終了番組

#### 3月
- 18日 - MUSIX!（テレビ東京）
- 25日 - 東京キャンパス・バウンド（テレビ朝日）
- 31日
  - カヴァーしようよ!（テレビ東京）
  - オレ達のWell歌夢（テレビ東京）

#### 9月
- 12日 - 最高!ブギウギナイト（テレビ東京）
- 27日 - MUSIC RA-TE（中京テレビ）

### 開始番組

#### 4月
- 3日
  - 夢・音楽館（NHK総合）
  - 音楽職業案内所 どれカム（テレビ東京）
- 5日 - インディー上手（日本テレビ）
- 12日 - 開運音楽堂（TBS）
- 18日 - 最高!ブギウギナイト（テレビ東京）

## 2003年のアニメ
1月
- らいむいろ戦奇譚
- ストラトス・フォー
- MOUSE
- 爆転シュート ベイブレードGレボリューション
- ガラクタ通りのステイン
- WOLF'S RAIN
- 出撃!マシンロボレスキュー
- .hack//黄昏の腕輪伝説
- L/R -Licensed by Royal-
- ななか6/17
- 魔法遣いに大切なこと
- 超ロボット生命体トランスフォーマー マイクロン伝説

2月
- クラッシュギアNitro
- 明日のナージャ
- ガンパレード・マーチ 〜新たなる行軍歌〜
- デジガールPOP!
- 魔獣戦線 THE APOCALYPSE

3月
- おとぎストーリー 天使のしっぽ Chu!
- かっぱ巻き

4月
- E'S OTHERWISE
- エアマスター
- 宇宙のステルヴィア
- カレイドスター
- 冒険遊記プラスターワールド
- D・N・ANGEL
- 無限戦記ポトリス
- マーメイドメロディーぴちぴちピッチ
- 時空冒険記ゼントリックス
- 魔探偵ロキ RAGNAROK
- 妄想科学シリーズ ワンダバスタイル
- 人間交差点 ヒューマンスクランブル
- 成恵の世界
- ソニックX
- 金色のガッシュベル!!
- FIRESTORM
- アストロボーイ・鉄腕アトム
- デ・ジ・キャラットにょ
- Hello!オズワルド
- コロッケ!
- DEAR BOYS
- LAST EXILE
- スクラップド・プリンセス
- キノの旅 the Beautiful World
- ワンダーベビルくん
- 獣兵衛忍風帖　龍宝玉篇
- 探偵学園Q
- ガドガード
- TEXHNOLYZE
- ポップンベリー

5月
- SUBMARINE SUPER 99
- セイントビースト ～聖獣降臨編～
- ウルトラマニアック

6月
- スーパークマさん
- シンデレラボーイ

7月
- HAPPY☆LESSON ADVANCE
- ダイバージェンス・イヴ
- 十二国記（第3部）
- グリーングリーン
- D.C. 〜ダ・カーポ〜
- 高橋留美子劇場
- 住めば都のコスモス荘 すっとこ大戦ドッコイダー
- なるたる
- おねがい☆ツインズ
- ぽぽたん
- 一騎当千

8月
- ルパン三世 お宝返却大作戦!!
- onちゃん夢パワー大冒険!
- まっすぐにいこう。
- フルメタル・パニック!ふもっふ

9月
- でんぢゃらすじーさん
- ウルトラマンボーイのウルころ ウルトラころせうむ
- PAPUWA

10月
- 神魂合体ゴーダンナー!!
- ミッドナイトホラースクール
- AVENGER
- 最遊記 RELOAD
- 魁!!クロマティ高校
- ギルガメッシュ
- ヤミと帽子と本の旅人
- 円盤皇女ワるきゅーレ 十二月の夜想曲
- 京極夏彦 巷説百物語
- 瓶詰妖精
- バトルプログラマーシラセ
- 幻影闘士バストフレモン
- プラネテス
- ロックマンエグゼAXESS
- カレイドスター（第2期）
- 鋼の錬金術師
- 銀河鉄道物語
- 高橋留美子劇場 人魚の森
- 君が望む永遠
- おもいっきり科学アドベンチャー そーなんだ!
- ポポロクロイス はじまりの冒険
- さいころボット コンボック
- お茶犬
- ガングレイヴ
- F-ZERO ファルコン伝説
- わがまま☆フェアリー ミルモでポン! ごおるでん
- SPACE PIRATE CAPTAIN HERLOCK ～The Endless Odyssey～
- PEACE MAKER 鐵
- GUNSLINGER GIRL
- 真月譚 月姫
- 藍より青し ～縁～
- まぶらほ
- R.O.D -THE TV-
- 無人惑星サヴァイヴ

11月
- ふたつのスピカ
- ボボボーボ・ボーボボ
- スター・ウォーズ クローン大戦
- クロノクルセイド

12月
- ブラック・ジャック (テレビアニメ)